# Martin Kelly
Martin Ronald Kelly (født 17. april 1990) er en engelsk professionel fodboldspiller, som spiller for EFL Championship-klubben West Bromwich Albion.

## Klubkarriere

### Liverpool
Kelly blev født i byen Whiston i grevskabet Merseyside, tæt ved Liverpool. Han startede med at spille fodbold i Liverpools ungdomsafdeling i 1997 som 7-årig. I sommeren 2007 blev han rykket op på klubbens reservehold, og spillede der i én sæson.
Ved starten af Premier League 2008-09 fik Martin Kelly for første gang et rygnummer til førsteholdet, og han blev indlemmet i den gruppe af spillere der kunne spille Champions League for klubben. I november 2008 var første gang han var med truppen til kamp, da han sad på bænken i hele kampen mod Olympique de Marseille. Den 9. december samme år debuterede Kelly for holdet, da han blev indskiftet i en CL-kamp mod PSV Eindhoven.

#### Leje til Huddersfield
Den 26. marts 2009, samme dag som transfervinduet lukkede for udlån af spillere, blev Martin Kelly udlejet til League One-klubben Huddersfield Town for resten af sæsonen. Han debuterede for Huddersfield som venstre back i 2-1 sejren over Bristol Rovers på Memorial Stadium den 31. marts 2009. Den 18. april scorede han sit første mål som professionel fodboldspiller, da han scorede det afgørende mål i 3-2 sejren over Walsall F.C. på Bescot Stadion. Han spillede i alt 7 kampe og scorede ét mål for klubben.

#### Liverpool karriere
Ved starten af sæsonen 2009-10 meddelte daværende Liverpool manager Rafael Benítez, at Martin Kelly var rykket tættere på fast spilletid for klubben, efter at finnen Sami Hyypiä var skiftet til tyske Bayer Leverkusen. Den 20. oktober 2009 var Kelly for første gang i startopstillingen for Liverpool, da de på hjemmebane mødte franske Olympique Lyon i Champions League. Kelly blev efter 74 minutter udskiftet på grund af en skade, og blev efterfølgende udråbt som banens bedste spiller.
Efter kampen mod Lyon i efteråret 2009, var Martin Kelly skadet i flere måneder, og gjorde comeback den 25. februar 2010. Senere fik han debut i Premier League, da han i en hjemmekamp på Anfield afløste Glen Johnson i en kamp mod Portsmouth F.C.
I slutningen af marts 2012 var Martin Kelly i alt noteret for 47 kampe og ét mål for Liverpool, hvor af de 24 var i Premier League, 13 i europæiske turneringer og 10 i de engelske pokalturneringer.

### Crystal Palace
Efter aldrig at være lykkedes med at slå igennem på Liverpools førstehold skiftede Kelly i august 2014 til Crystal Palace. Han spillede otte år i klubben, hvor han spillede mere end 100 kampe.

### West Bromwich Albion
Kelly skiftede i september 2022 til West Bromwich Albion.

#### Leje til Wigan
Kelly blev i januar 2023 udlejet til Wigan Athletic.

## Landsholdskarriere

### Ungdomslandshold
I 2009 spillede Martin Kelly for første gang en ungdomslandskamp, da han med U-20-holdet var med til at vinde 5-0 over Serbien. Det blev i alt til fire kampe for England U/20 og fem kampe for England U/19 i 2009.
Den 10. august 2010 debuterede han for Englands U/21-fodboldlandshold. Indtil november 2011 havde han i alt spillet seks kampe og scoret tre mål for holdet.

### Seniorlandshold
Han fik debut for Englands fodboldlandshold den 26. maj 2012 i en træningskamp mod Norge, da han efter 87 minutter afløste Phil Jones som højre back. Den 3. juni 2012 blev Martin Kelly af landstræner Roy Hodgson udtaget til den 23-mands trup, der skulle spille ved Europamesterskabet i fodbold 2012 i Ukraine og Polen. Dette skete efter at Gary Cahill havde brækket kæben, og Kelly blev derfor indkaldt som erstatning for ham. Kelly havde på dette tidspunkt kun spillet tre minutter for nationalmandskabet.